# Вулиця Григорія Сковороди (Сіверськодонецьк)
Ву́лиця Григорія Сковороди — вулиця у Сіверськодонецьку. Довжина 860 метрів. Починається від вулиці Єгорова і перетинається з вулицею Миколи Амосова. Закінчується на перетині з вулицею Лисичанською. В неї впирається вулиця Донецька. Забудована переважно багатоповерховими житловими будинками. Лише по непарній стороні між вулицями Миколи Амосова та Донецькою розташовані одноповерхові будинки.
На вулиці розташований міський шкірно-венеричний диспансер.

## Історія
До 19 січня 2024 року носила назву на честь російського вченого Ломоносова. Була перейменована в межах кампанії з деколонізації, спричиненої російським повномасштабним вторгненням в Україну.